# Leon Gallas
Leon Stanisław Gallas ps. „Szpak–Noel” (ur. 22 marca 1889 w Siedliszowicach, zm. 13 marca 1946 w Krakowie) – polski działacz niepodległościowy, oficer Policji Państwowej, samorządowiec w II Rzeczypospolitej.

## Życiorys

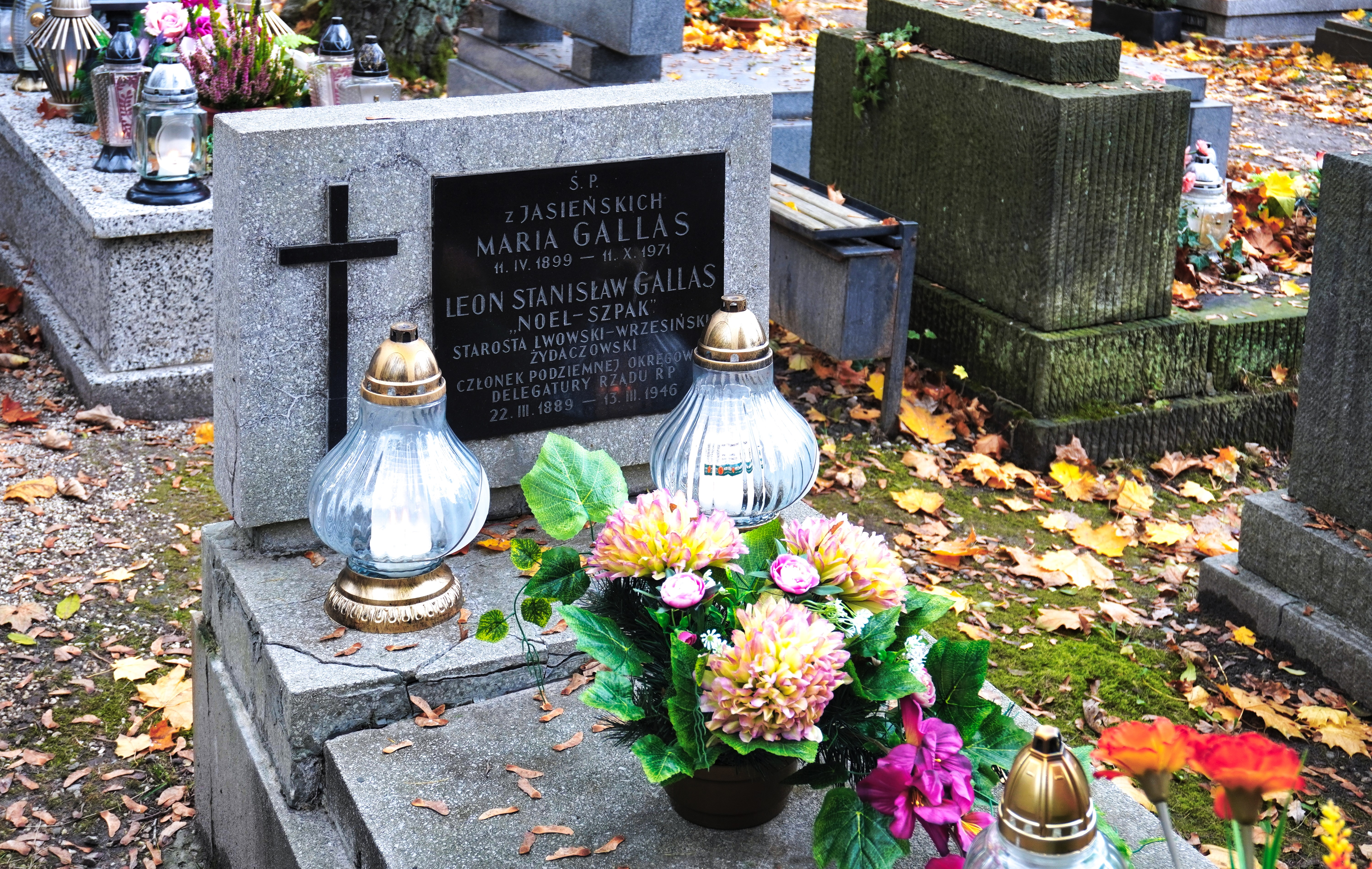
Grób Leona Gallasa na Cmentarzu Rakowickim w Krakowie

Urodził się 22 marca 1889 w Siedliszkowicach w powiecie tarnowskim. Był synem Józefa i Ludwiki z domu Nogawieckiej, bratem Kazimierza (1885–1947). W 1909 ukończył siedem klas C. K. Wyższej Szkoły Realnej w Tarnowie i uzyskał świadectwo dojrzałości. Został absolwentem Politechniki Lwowskiej. Od początku stycznia 1913 do końca lipca 1914 działał jako komendant tarnowskiego Związku Strzeleckiego. 
W czasie I wojny światowej walczył w szeregach cesarsko-królewskiej Obrony Krajowej. Jego oddziałem macierzystym był 30 Pułk Piechoty Obrony Krajowej (w 1917 przemianowany na Pułk Strzelców Nr 30). Pod koniec sierpnia 1914 wziął udział w bitwie pod Kraśnikiem. Na stopień podporucznika rezerwy został mianowany ze starszeństwem z 1 lipca 1915, a porucznika rezerwy ze starszeństwem z 1 sierpnia 1917.
U kresu wojny pod koniec października 1918 brał udział w rozbrajaniu Austriaków w Tarnowie. Po odzyskaniu przez Polskę niepodległości pod koniec tego roku został dowódcą Straży dla Galicji i Śląska W połowie listopada 1918 w stopniu porucznika był komendantem powiatowym w Tarnowie. Wstąpił do Policji Państwowej. Od 1919 był p.o. komendantem powiatowym i miejskim w Białymstoku, następnie od 15 lutego 1920 komendantem Policji Państwowej miasta Lublina oraz tamtejszym komisarzem rządu, w 1921 komendanta powiatowego w Kielcach, w 1926 komendanta miasta Krakowa, w 1926 w stopniu nadkomisarza był p.o. komendanta powiatu horochowskiego. W 1929 działał jako oficer inspekcyjny na województwo lubelskie.
W późniejszych latach pracował w służbie administracji samorządowej. Pełnił urząd starosty: grodzkiego lwowskiego (1930), powiatu wrzesińskiego (1932–1934), powiatu żydaczowskiego (przeniesiony na własną prośbę, od kwietnia 1934 w kolejnych latach). Równolegle pod koniec lat 30. pełnił funkcję kierownika Powiatowej Komisji Oświaty Pozaszkolnej.
Po wybuchu II wojny światowej od 18 września 1939 do 1943 działał na Węgrzech w Hatvan i Budapeszcie, gdzie funkcjonował w przedstawicielstwie rządu RP na uchodźstwie. Dwa razy był aresztowany przez Gestapo w stolicy Węgier. Od połowy 1943 powrócił do okupowanej Polski i działał w Okręgu Kraków Delegatury Rządu na Kraj. Do 18 stycznia 1945 pełnił stanowisko naczelnika wydziału polityczno-społecznego. Był aresztowany przez Niemców i osadzony w Więzieniu Montelupich. Od stycznia 1945 był kierownikiem Wydziału Bezpieczeństwa Okręgu Krakowskiego Delegatury. W 1945 został aresztowany przez sowietów został wywieziony w głąb Związku Radzieckiego.
Zmarł 13 marca 1946 w Krakowie w wieku 57 lat. Został pochowany na cmentarzu Rakowickim w Krakowie 18 marca 1946.
Był żonaty, miał córkę Janinę i syna Henryka, który podczas okupacji był dowódcą oddziału partyzanckiego.

## Ordery i odznaczenia
- Krzyż Walecznych[18]
- Złoty Krzyż Zasługi (1937)[24][25][18]
- Medal Niepodległości – 29 grudnia 1933 „za pracę w dziele odzyskania niepodległości”[26][27]
- Brązowy Medal Zasługi Wojskowej na wstążce Krzyża Zasługi Wojskowej[7]
- Srebrny Medal Waleczności 1 klasy[7]